# Lechón
Lechón är en kommun i Spanien.   Den ligger i provinsen Provincia de Zaragoza och regionen Aragonien, i den nordöstra delen av landet, 220 km öster om huvudstaden Madrid. Arean är 17,5 kvadratkilometer.
Terrängen i Lechón är platt.